# Fairmile B
Le imbarcazioni del tipo "Fairmile B" furono delle motolance (spesso indicate come ML) realizzate dalla Fairmile Marine durante la seconda guerra mondiale per la Royal Navy per le operazioni costiere. Il nome deriva dal cantiere dove furono costruiti i primi esemplari.

## Progetto
Il progetto delle Fairmile B, a differenza delle Fairmile A il cui progetto era interamente Fairmile Marine, il progetto delle Fairmile B venne sviluppato da Bill Holt dell'Ammiragliato britannico basato sulle linee di uno scafo di un cacciatorpedinierementre lo sviluppo dettagliato e la produzione venne affidato a Fairmile Marine.
Come tutti i loro progetti Fairmile Marine, si basava sulla prefabbricazione totale, con i singoli componenti appaltati a piccole fabbriche per la produzione e successivamente consegnati ai vari cantieri navali per l'assemblaggio e l'allestimento.
Complessivamente le Fairmile B vennero realizzate dagli inglesi in ben 670 esemplari tra il 1940 e il 1945, con una differente forma dello scafo rispetto alle Fairmile A e con una carena rotonda che teneva bene il mare, leggermente ingrandita rispetto al tipo originario, con due piedi di lunghezza in più (112 contro 110) ed una larghezza maggiore (18 piedi e 3 pollici contro 17 piedi e 5 pollici).
Come per le Fairmile A, le Fairmile B erano state inizialmente concepite come imbarcazioni cacciasommergibili, dotate quindi, nella loro versione britannica originale del 1940, di ASDIC (sonar) e l'armamento principale che rifletteva questo concetto, con un cannone da 47 mm, due mitragliatrici da 7,7 mm e dodici cariche di profondità. Con il progredire della guerra, le imbarcazioni furono adattate ad altri ruoli e l'armamento fu modificato e potenziato con la rimozione della cupola ASDIC per adattarle a compiti di dragaggio e alcune imbarcazioni riconfigurate come motosiluranti.
Le imbarcazioni avrebbero dovuto avere una propulsione su tre motori Packard e tre linee di assi, ma le esigenze di guerra resero possibile l'installazione di soli due motori Hall-Scott e di conseguenza due assi, con una velocità massima di appena 20 nodi. La potenza non aiutava certo le unità che avevano tubi di lancio siluri, che le rendevano le motosiluranti più lente al mondo.

## Servizio
La prima Fairmile B venne completata nel settembre 1940, con altre trentotto dei primi due lotti di produzione che entrarono in servizio prima della fine dell'anno.
Le imbarcazioni erano essenzialmente identiche, sebbene potessero essere adattate a più ruoli, con l'espediente che i loro ponti consentivano il montaggio di vari tipi di armamento. Sebbene il loro armamento riflettesse inizialmente la loro principale vocazione antisommergibile, nove di loro vennero dotate di tubi lanciasiluri da 21 pollici (533 mm) sbarcati da ex cacciatorpediniere americani classe Town che formarono la 2ª flottiglia ML con compiti antiinvasione, finché ha perdurato la minaccia.

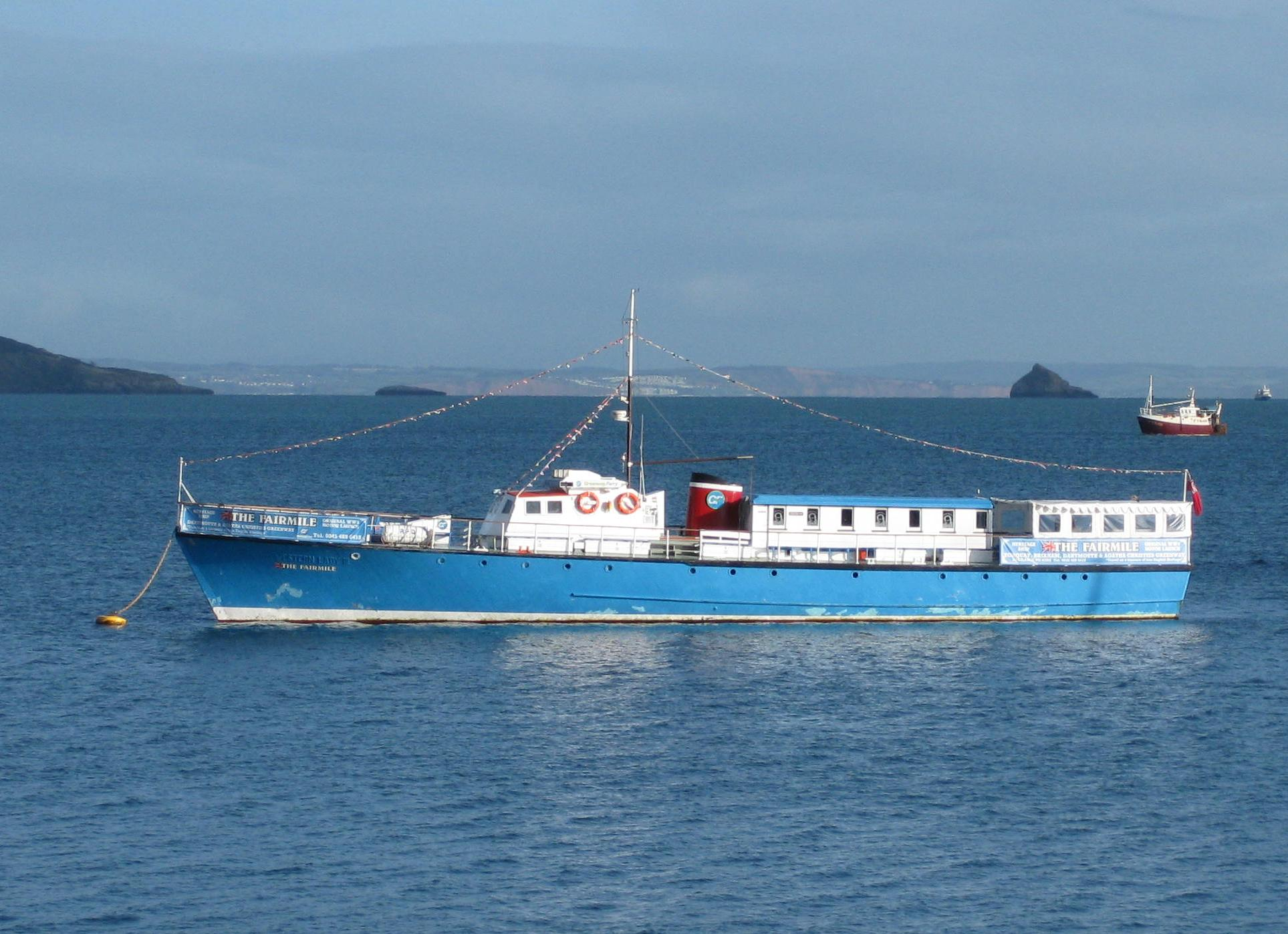
Una Fairmile sopravvissuta al conflitto e riconvertita al servizio civile alla fonda a Brixton nel 2009

Durante l'assedio di Malta, furono con compiti di dragaggio. I dragamine più pesanti erano inizialmente dei pescherecci maltesi, successivamente i dragamine di squadra giunsero con un convoglio da Gibilterra. Le lance riuscivano a passare sopra le mine mentre molti pescherecci andarono perduti a causa dell'urto contro le mine.
Nel corso dell'operazione Chariot, sedici Fairmile B presero parte come mezzi d'assalto all'incursione sul porto francese di Saint Nazaire, con dodici imbarcazioni andate perdute nell'azione.
Durante lo sbarco in Normandia vennero impiegate un certo numero di ML nelle quali il cannone principale da 47 mm venne spostato a prua, un cannone Oerlikon da 20 mm montato al centro dell'imbarcazione e un cannone Bofors da 40 mm installato a poppa, il nebbiogeno installato nella parte posteriore e il numero di cariche di profondità ridotto.
Molti imbarcazioni vennero realizzate come mezzi di soccorso con piccole infermerie a poppavia della sala macchine e classificati come RML (motolancia di soccorso; inglese: Rescue Motor Launch) numerate da RML492 a RML500 e da RML511 a RML553 e altre convertite per essere utilizzate come motoscafi ambulanza del War Office con infermerie più grandi.
Nel dopoguerra le Fairmile B sono state spesso trasformate in imbarcazioni da diporto e un certo numero di imbarcazioni iscritte nel registro nazionale delle navi storiche.

### Commonwealth e US Navy
Nel corso della seconda guerra mondiale ottantotto Fairmile B, furono costruite in Canada per la Royal Canadian Navy con lievi modifiche costruttive per le condizioni climatiche e operative canadesi. I primi trentasei Fairmile B canadesi vennero classificati CML 01-36 (motolancia costiera; inglese: Coastal Motor Launch)  e otto Fairmile B canadesi (Q 392-Q 399) furono costruite da Le Blanc per la US Navy e trasferite in prestito agli Stati Uniti poiché la protezione costiera degli Stati Uniti era diventata carente essendo state trasferite molte unità alla Royal Navy per compiti di scorta. La US Navy ha utilizzato le Fairmile B costruite in Canada come cacciasommergibili (SC1466-1473).
Nel febbraio 1943, le motolance Q052, Q062 e Q063 furono trasferite alle forze navali della Francia libera e stanziate a St. Pierre e Miquelon che vennero poi restituite alla Royal Canadian Navy al termine del conflitto.
Almeno due Fairmile B furono costruite nella colonia britannica delle Bermuda, sede del cantiere navale e della Admiralty House del Nord America e della West Indies Station, da quella che sarebbe diventata Burland, Conyers & Marirea, Ltd.
La Nuova Zelanda ha costruito dodici imbarcazioni utilizzate nelle acque della Nuova Zelanda e intorno alle Isole Salomone, che includevano HMNZS Maori e Kahu.
Nella Royal Australian Navy entrarono in servizio dall'ottobre 1942 trentacinque imbarcazioni che furono impiegate in pattugliamenti di routine, scorta ai convogli, forze speciali in entrata e in uscita dalle aree controllate dai giapponesi, pattugliamenti in difesa dei porti in patria e all'estero e incursioni sulle coste giapponesi.
Almeno sei imbarcazioni (ML380-383,829 e 846) vennero costruite dal Sudafrica ed entrate in servizio nel novembre 1942, che furono inviate come la 49ª Flottiglia Fairmile (SANF) in Birmania e schierate lungo la costa di Arakan, dove hanno intensamente operato a sostegno delle forze di terra e interrompendo le linee di rifornimento giapponesi.
La Marina imperiale giapponese ne recuperò due che erano state affondate, rimettendole in servizio.
Un certo numero di barche furono costruite in Egitto da Thomas Cook & Son, che aveva un cantiere navale al Cairo per la costruzione di imbarcazioni da turismo sul Nilo e l'armamento montato a Port Said. Le primi tre ad entrare in servizio nel 1942 furono ML 355, 353 e 348.

## Le Fairmile nella Guardia di Finanza
Al termine della seconda guerra mondiale la Guardia di Finanza ne acquistò un primo lotto di 6 unità, sostituendo i motori originali diesel Packard con gli Hall-Scott a benzina, allo scopo di incrementare la velocità.
Immesse in servizio alla fine del 1947 dopo un periodo di allestimento a Messina, e riarmate con mitragliatrici da 13,2 mm Breda, le "Fairmile" rappresentarono il primo sforzo di ricostituzione del naviglio dopo la crisi postbellica, e costituirono un elemento fondamentale per la lotta al contrabbando fino alla fine del decennio successivo.
Un secondo gruppo di ulteriori sei unità venne acquisito nel 1951, mentre una tredicesima, ribattezzata "Ciorlieri", venne recuperata a Livorno dalla Stazione Navale di Civitavecchia e rimessa in linea grazie al lavoro dei Finanzieri dell'Officina Navale, mentre di una quattordicesima unità di questo tipo, la "D'Antoni", si sa solamente che fu operativa solo negli anni cinquanta.
Nel 1953 una motovedetta di questa classe, la "Fais", equipaggiata con radar CFL-3 SMA, fu la prima unità navale della Guardia di Finanza su cui venne installato un radar.

### Fairmile della Guardia di Finanza
Fais - Macchi - Mazzei - Meattini - Satta - Smalto - Genna - Gori - Agolletti - Steri - Fortuna - Bertoldi - Ciorlieri - D'Antoni - Greco